# Королевские и синие
Королевские и синие (королевский конный гвардейский и 1-й драгунский полк) (англ. The Blues and Royals (Royal Horse Guards and 1st Dragoons)) — британский гвардейский кавалерийский полк, один из двух полков Дворцовой кавалерии наряду с Лейб-гвардейским полком. Шефом полка являлась королева Елизавета II, а почётным полковником на настоящий момент является принцесса Анна.

## История

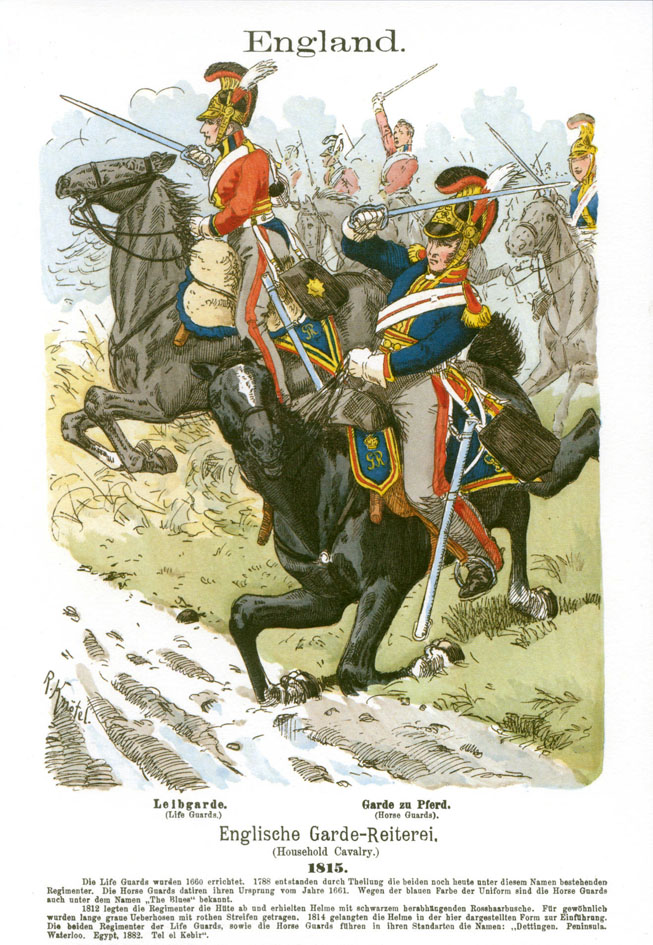
Художник Ричард Кнётель. Лейб-гвардеец (слева) и «Синий» конногвардеец (справа), 1815 год

Полк был сформирован в 1969 году путём слияния Королевского конного гвардейского полка), который был известен как «Синие» или «Оксфордские синие», и 1-го королевского драгунского полка, которые были известны просто как «Королевские». Из них полк «Синих» был создан в 1650 году, в ходе Английской революции, как подразделение армии Нового образца, сэром Артуром Хазелригом по приказу Оливера Кромвеля; этот полк был включён в армию Стюартов после реставрации монархии в 1660 году и получила почетное прозвание «королевские» в XVIII веке. Королевские драгуны были сформированы вскоре после Реставрации, в 1661 году из ветеранов кромвелевской кавалерии.
После 1969 года новый соединённый полк Королевские и Синие существует и в форме церемониальной конной гвардии и в качестве реальной боевой части, которая за эти годы была задействована в Северной Ирландии, на Кипре, в Боснии, участвовала в Фолклендской, Афганской и Иракской войне.
После очередного сокращения британской армии в 1991 году, полк Королевские и Синие был соединён с британской Лейб-гвардией в общую единицу размером с полк, однако каждая из двух частей нового полка, сохранила де-юре статус отдельного полка, а также свою форму и своего полковника.
И принц Уильям, герцог Кембриджский, и принц Гарри, герцог Сассекский, проходили службу в составе именно этого полка в чине корнетов в 2006 году.

## Особенности и полковые традиции

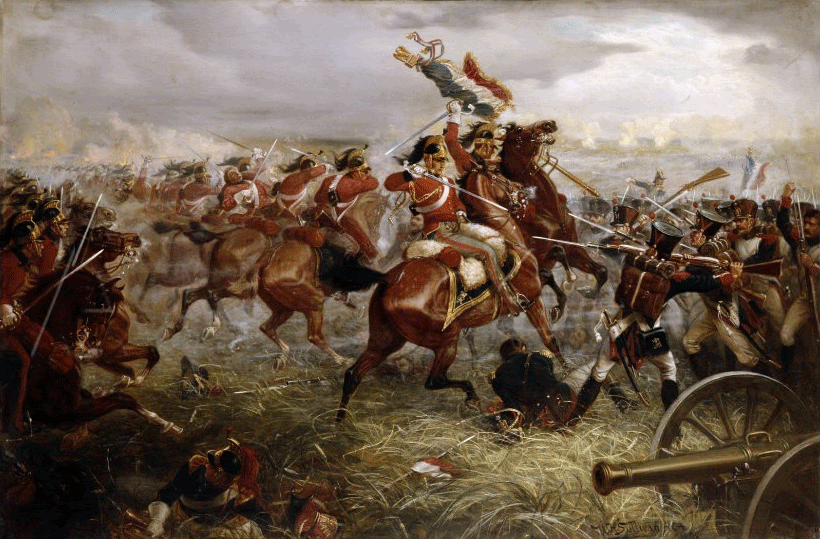
Художник Уильям Холмс Салливан. Захват королевскими драгунами (или просто «Королевскими») французского полкового орла.

Формально, полк должен был бы называться «Королевская конная гвардия и 1-й драгунский полк», но вместо этого называется «Королевские и Синие», и поэтому является единственным полком в британской армии, официально известным под своим прозвищем, а не под полным названием.
Новоиспеченные офицеры Королевских и Синих имеют звание корнета, а не второго лейтенанта, как это принято в остальной британской армии. В обоих полках Дворцовой кавалерии нет сержантского звания; эквивалентом сержанта в этих полках является капрал конницы; эквивалентом полкового сержант-майора является полковой капрал-майор и т. д.
Королевские и Синие — единственный полк в британской армии, который позволяет солдатам и унтер-офицерам, отдавать честь офицеру, когда они не носят головной убор. Этот обычай был введён после битвы при Варбурге в 1760 году маркизом Грэнби, который командовал как Королевской конной гвардией, так и королевскими драгунами, которые в то время были отдельными подразделениями. Во время битвы маркиз прогнал французские войска с поля боя, потеряв во время этой атаки и шляпу, и парик. Когда он докладывал об успехе своему командиру, принцу Фердинанду Брауншвейгскому, то, увлечённый происходящим, отдал честь, не надев нового головного убора, вместо того, который потерял ранее. Когда маркиз Грэнби стал полковником Синих, полк перенял эту традицию.
Королевские и Синие носят подбородочный ремень под подбородком, в отличие от Лейб-гвардейцев, которые носят его под нижней губой.

## Галерея

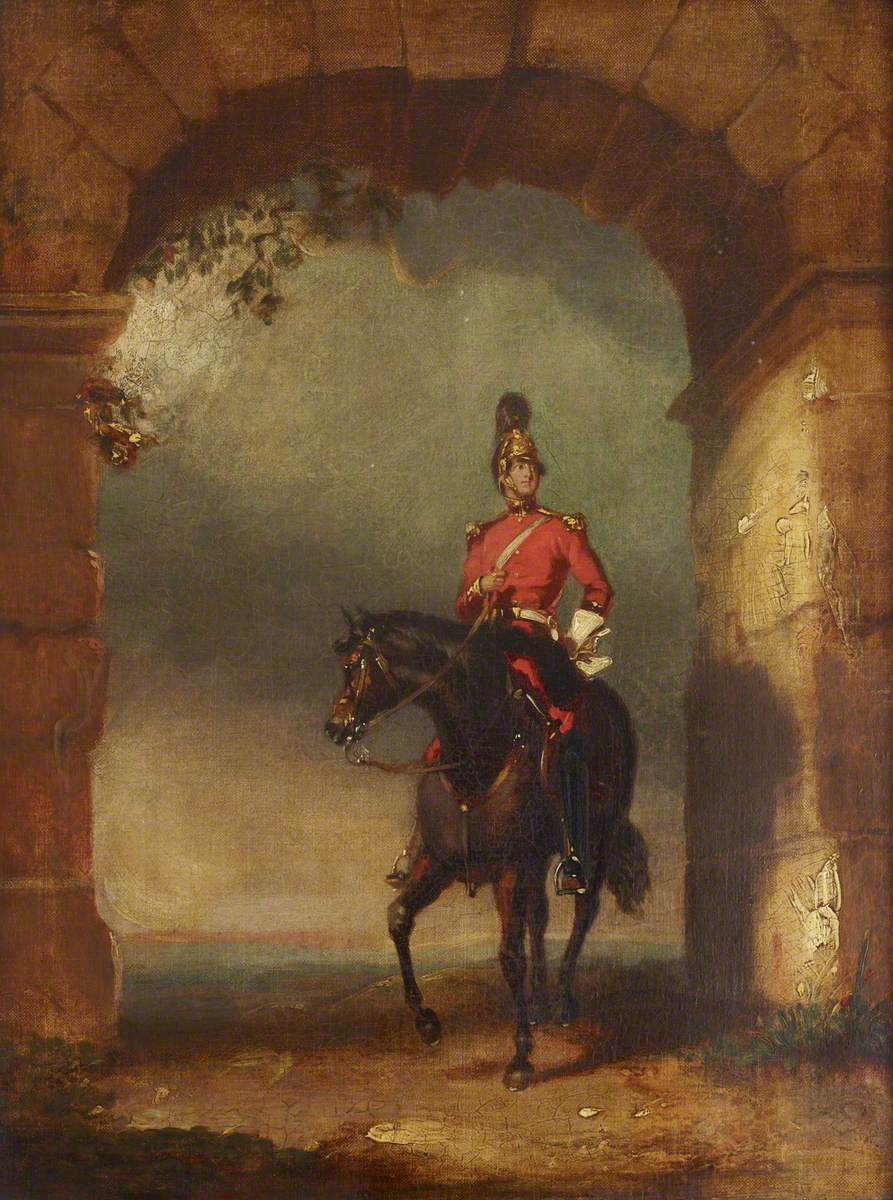
Художник Роберт Кер Портер. Офицер 1-го королевского драгунского полка.
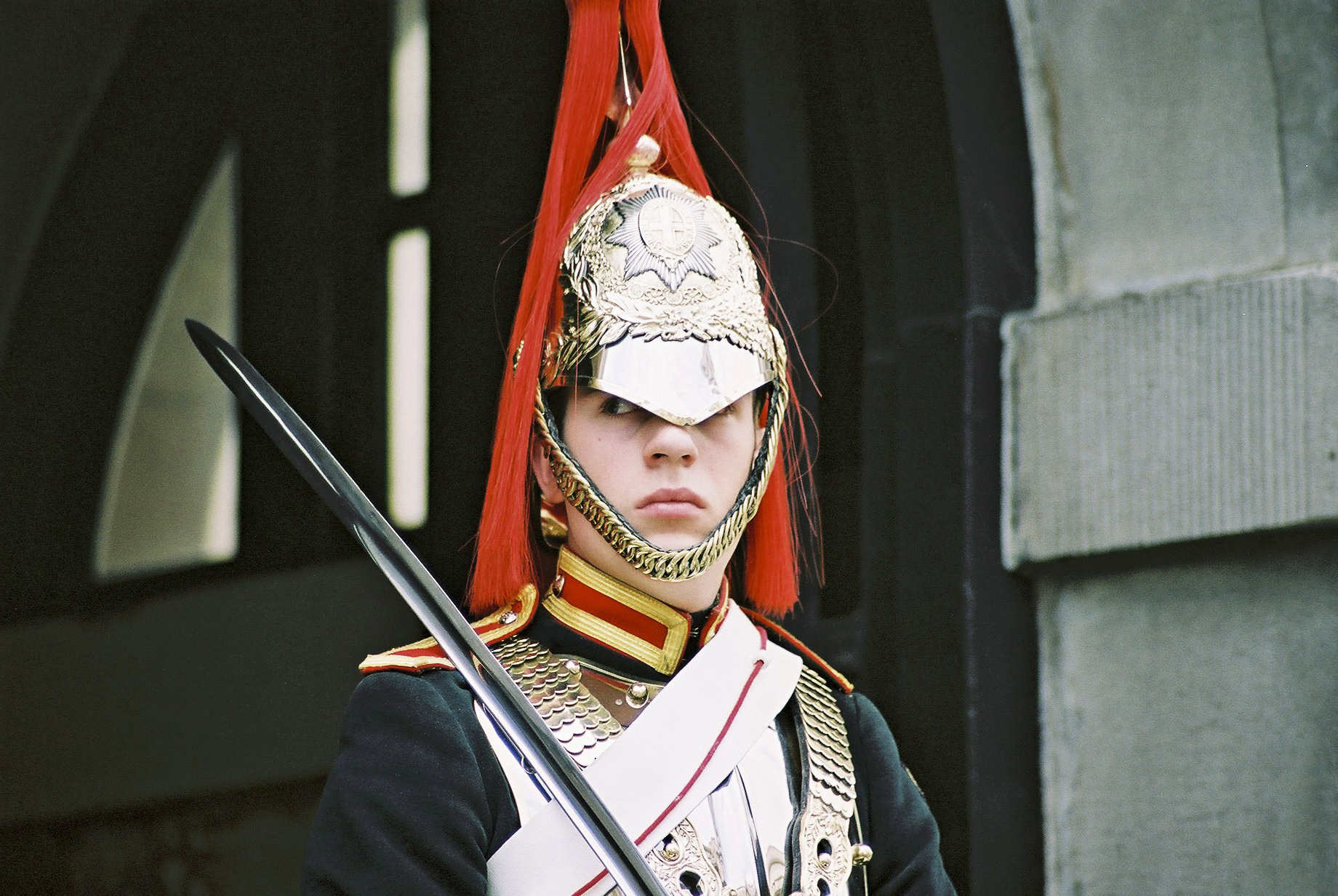
Гвардеец в парадной форме (2002).
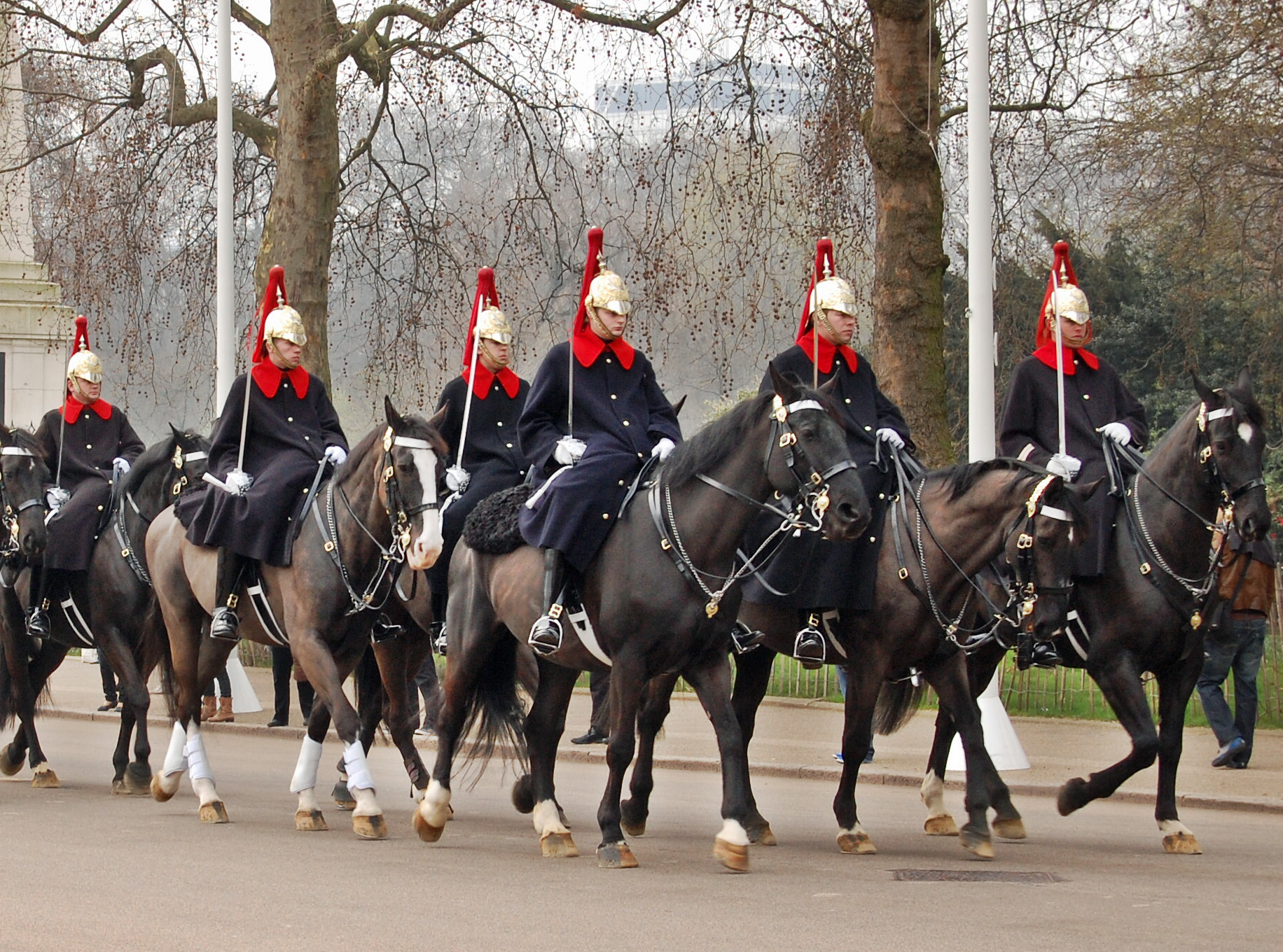
Королевские и Синие в зимней форме (2011).